# SN 1997bk
SN 1997bk – supernowa typu II odkryta 9 marca 1997 roku w galaktyce A104202+0001. W momencie odkrycia miała maksymalną jasność 22,40m.